# Љ
Љ är en bokstav i det kyrilliska alfabetet.

## Uttal
Bokstaven uttalas som i lilja eller engelska: million.

## Användning och ursprung
Bokstaven används i de serbiska, montenegrinska och makedonska alfabeten. I det serbiska latinska alfabetet (serbiska: latinica) skrivs bokstaven som lj, en digraf.
Љ uppfanns av Vuk Stefanović Karadžić. Bokstaven är en ligatur av Л och Ь.